# Girolamo Genga
Girolamo Genga, född ca 1476 i Urbino, död där 11 augusti 1551, var en italiensk målare, bildhuggare och arkitekt.
Genga räknas vanligen till den umbriska skolan, men hade studerat under Luca Signorelli. Han kom tidigt i skola hos denne, som förde honom med sig i Marc Ancona, till Cortona och Orvieto, där Genga hjälpte sin lärare. Därefter var han i ungefär tre år lärjunge av Perugino och stod i nära vänskapsförbindelse med Rafael. Då Genga utgick ur Perugiaskolan, slog han sig ned först i Florens, sedan i Siena, varefter han återvände till sin fädernestad och av Urbinos hertig sysselsattes både som målare och arkitekt samt som dekorerande bildhuggare.
Under tiden hade han gjort ett besök i Rom. I Breragalleriet i Milano finns en stor maniererad Madonna från hans senare tid, i Opera del Duomo i Siena befinner sig en Uppståndelse av hans hand. Utom målningar och byggnader, utförda i hemorten, gjorde han modellen till en gravvård över hertig Francesco Maria och lämnade planritningarna till kyrkan San Giovanni Battista i Pesaro, för vilken stads fajansfabrik han en tid var föreståndare. Genga hade två söner, av vilka den ene, Bartolommeo Genga, utmärkte sig som byggmästare.